# Skoveltjärnen, Medelpad
Skoveltjärnen är en sjö i Ånge kommun i Medelpad och ingår i Ljungans huvudavrinningsområde.